# Lundu (district)
Lundu is een district in de Maleisische deelstaat Sarawak.
Het district telt 33.500 inwoners op een oppervlakte van 2000 km².